# Дівчина, яка говорить «ні»
«Дівчина, яка говорить «ні»» (англ. The Girl Said No) — американська комедійна мелодрама режисера Сема Вуда 1930 року.

## Сюжет
Зухвалий, наполегливий молодик влаштовується на роботу в банку, але смерть батька змушує його переглянути свої пріоритети.

## У ролях
- Вільям Гайнс — Том Ворд
- Лейла Хайамс — Мері Хау
- Поллі Моран — Поллі
- Марі Дресслер — Гетті Браун
- Ральф Бушмен — МакЕндрюсом
- Клара Блендік — місіс Ворд
- Вільям Дженні — Джиммі Ворд
- Вільям В. Монг — містер Ворд
- Френк Когхлан молодший — Едді Ворд
- Філліс Крейн — Ельма Ворд